# Trioza polylepidis
Trioza polylepidis är en insektsart som beskrevs av Leonard D. Tuthill 1959. Trioza polylepidis ingår i släktet Trioza och familjen spetsbladloppor. Inga underarter finns listade i Catalogue of Life.